# Steve Kekana
Tebogo Steve Kekana (* 4. August 1958 in Zebediela, Transvaal; † 1. Juli 2021) war ein südafrikanischer Sänger und Songwriter.

## Biografie
Steve Kekana wurde in Zebediela (Sibitiela) geboren, einer Kommune, die aus mehreren Dörfern besteht. Sie gehört inzwischen zur südafrikanischen Provinz Limpopo. Er erblindete im Alter von fünf Jahren und besuchte eine Blindenschule in Pietersburg. Während dieser Zeit entdeckte er sein Gesangstalent und wurde Mitglied einiger Musikgruppen. 1979 und 1980 gewann er den SABC Black Music Award in der Kategorie Best Male Vocalist. Seine 1980 veröffentlichte Single Raising My Family erreichte Top-10-Platzierungen in mehreren europäischen Ländern. Kekana war an mehr als 40 Alben beteiligt und erhielt 2018 den SAMA Lifetime Achievement Award.
Steve Kekana schloss ein Studium mit dem Bachelor of Laws ab und arbeitete nicht nur als Musiker, sondern auch als Advokat am High Court of South Africa und Dozent für Arbeitsrecht an der Universität von Südafrika.
2020 erhielt er einen Ehrendoktor der Philosophie der University of South Africa.
Er starb am 1. Juli 2021 im Alter von 62 Jahren an Komplikationen einer COVID-19-Erkrankung.

## Diskografie

### Alben
- 1977: Steve Kekana
- 1979: Nomsa Ntombi Yami
- 1979: Mokhotse Oa Hao
- 1980: Umenziwa Akakhohlwa
- 1980: Iphupho
- 1981: Raising My Family
- 1981: Usiko Lwabe Suthu
- 1982: Feel So Strong (mit Hotline & P.J. Powers)
- 1982: No Going Back
- 1982: Ifuqe Mntanami (Push)
- 1982: Hare Khumameng
- 1982: Amanda Amasha
- 1983: Alone In the Desert
- 1984: Yinhle Lento
- 1985: Third Time Lucky
- 1986: Love Triangle
- 1986: Ngiyadlisa
- 1987: Bulldozer
- 1987: Sebabatso
- 1988: Makhombo
- 1988: I Shall Be Released
- 1989: Faith Love and Respect
- 1996: Usafira

### Singles
| Jahr | Titel Album       | Höchstplatzierung, Gesamtwochen, AuszeichnungChartplatzierungen (Jahr, Titel, Album, Platzierungen, Wochen, Auszeichnungen, Anmerkungen) | Höchstplatzierung, Gesamtwochen, AuszeichnungChartplatzierungen (Jahr, Titel, Album, Platzierungen, Wochen, Auszeichnungen, Anmerkungen) | Anmerkungen                                                                         |
| Jahr | Titel Album       | AT | CH | Anmerkungen                                                                         |
| ---- | ----------------- | --- | --- | ----------------------------------------------------------------------------------- |
| 1980 | Raising My Family | AT3 (12 Wo.)AT | CH7 (5 Wo.)CH | Erstveröffentlichung: 1980 Charteinstieg in Österreich 1982 und in der Schweiz 1983 |

Weitere Singles
- 1978: Mamsy / Bolova
- 1978: Rosemary / Sweet Jane
- 1978: Themba
- 1979: Ntombi Yami (Nomsa)
- 1979: Aka Zenzanga (U Mary) / Uqhoka Amasudi
- 1979: Mosadi / Mamoroti
- 1979: Mama Kalindiwe / Ungabo M’Shaya Umfazi
- 1980: Iphupho
- 1980: Let It Be
- 1981: Colour Me Black
- 1981: Mama Katuli / Ntombifuthi
- 1981: Mandoa / Umqabanisi
- 1981: Usiko Lwabe Suthu
- 1981: Kodua Ea Maseru
- 1982: Beat Hard Young Man / Living Underground
- 1982: Feel So Strong / Emagaraji (mit Hotline & P.J. Powers)
- 1982: Sounds Of Africa
- 1982: Bushman / Back In the City
- 1983: Watching You
- 1983: Night Boot Patrol
- 1983: African Power
- 1983: Raising My Family / Abracadabra (mit Steve Miller Band)
- 1984: I Just Wanna Sing
- 1985: Paradise (Tip of Africa) / (All I Need Is Here) In Africa
- 1986: Rock Me Baby
- 1988: I Shall Be Released
- 1988: So Mean So Bad / Never Say You’re Sorry
- 1989: Marching
- 1990: Never Never / Celofan City (mit Steve Folgbert)